# Lineus marisalbi
Lineus marisalbi är en djurart som tillhör fylumet slemmaskar, och som beskrevs av Ushakov 1926. Lineus marisalbi ingår i släktet Lineus och familjen Lineidae. Inga underarter finns listade i Catalogue of Life.